# Імпексагро Спорт Черкаси
«Імпексагро Спорт Черкаси» — чоловічий волейбольний клуб з м. Черкаси, Україна. Заснований у 2007 році.
Команда «Імпексагро Спорт Черкаси» у сезоні 2007—2008 стала бронзовим призером чемпіонату України.

## Історія клубу
Вересень 2007 року ознаменувався створенням нового волейбольного клубу «Імпексагро Спорт Черкаси». Від попередньої команди вдалося повернути головного тренера, майстра спорту Євгена Бородаєнка, з якого і почалася перша сторінка команди. Він сформував новий колектив із волейболістів, які залишилися вільними у трансферному просторі та відповідали рівню майстерності команди Суперліги, а також залучив до команди перспективну молодь.
Народження спортивного клубу, реєстрація і початок чемпіонату відбулися одночасно. Молода черкаська команда «Імпексагро Спорт Черкаси» з першого сезону стала сенсацією у вітчизняному волейболі та зуміла закріпитися на третій сходинці турнірної таблиці Чемпіонату України, записавши у свій актив кілька перемог над лідерами Суперліги. Становлення такого сильного колективу відбулося у надзвичайно стислі строки завдяки наполегливій тренерській роботі та важкій праці гравців команди.
З 2007 по 2009 роки головним тренером команди був Євген Бородаєнко. З початку сезону 2009—2010 років посаду обіймав Юрій Мельничук.

## Склад

### Гравці
- Андрій Куцмус

Станом на 13 серпня 2010
| No | Національність | Гравець             | Дата народження | Зріст | Позиція      |
| -- | -------------- | ------------------- | --------------- | ----- | ------------ |
| 1  | Україна        | Богдан Артеменко    | 19 березня 1988 | 178   | ліберо       |
| 2  | Україна        | Дмитро Козловський  | 26 квітня 1987  | 191   | зв'язуючий   |
| 5  | Україна        | Олександр Жуматій   | 3 квітня 1988   | 195   | діагональний |
| 7  | Україна        | Валерій Пясковський | 19 січня 1979   | 198   | діагональний |
| 9  | Україна        | Сергій Кисіль       | 26 вересня 1975 | 192   | ліберо       |
| 10 | Україна        | Ярослав Заїка       | 20 липня 1989   | 198   | центральний  |
| 11 | Україна        | Руслан Юшкевич      | 22 серпня 1985  | 196   | догравальник |
| 12 | Україна        | Дмитро Сухінін      | 15 червня 1987  | 196   | догравальник |
| 14 | Україна        | Олександр Гребенюк  | 19 січня 1989   | 200   | центральний  |
| 15 | Україна        | Іван Слинчук        | 9 лютого 1986   | 193   | центральний  |
|    | Україна        | Євген Бойко         |                 |       |              |
|    | Україна        | Ігор Вітюк          | 29 січня 1988   | 195   | догравальник |
|    | Україна        | Дмитро Богдан       |                 |       |              |
|    | Україна        | Віталій Осадца      | 23 вересня 1987 | 186   | зв'язуючий   |

## Досягнення
- Бронзовий призер Кубка України (1): 2007
- Бронзовий призер Чемпіонату України (1): 2007—2008
- Срібний призер Кубка України (1): 2008

### Кубки
- 31 серпня 2007—2 вересня 2007 — срібний призер турніру на честь 75-річчя міста Красноперекопськ
- 2008 — Jaan Gutmani 50. Vorkpalli Turnir — «50 Voru International Volleyball Tournament 2008» (Естонія), III місце
- 28 серпня 2008—30 серпня 2008 — срібний призер турніру на честь 35-річчя ВАТ «Кримський содовий завод»
- 2008 — переможець першого раунду GM Capital Challenge Cup (сезон 2008/2009)
- 2008 — номінант обласного конкурсу по визначенню найкращий спортсмен, тренер та професіоналів спорту 2008 року. Переможець у номінації «Найкраща команда року».
- 2009 — переможець міжнанародного турніру з волейболу Кубок губернатора Черкащини «NEZALEZHNIST».

## Тренери
- Євген Бородаєнко (2007—2009)
- Юрій Мельничук (2009—2011)